# Old Fincastle House
Old Fincastle House ist ein Herrenhaus nahe der schottischen Ortschaft Blair Atholl in der Council Area Perth and Kinross. 1971 wurde das Bauwerk in die schottischen Denkmallisten in der höchsten Denkmalkategorie A aufgenommen.

## Beschreibung
Es handelt sich um den Sitz eines Lairds, der vermutlich im Jahre 1640 erbaut wurde. Weitere Angaben auf Stürzen weisen die Jahre 1702 und 1807 aus, in denen möglicherweise Überarbeitungen oder Erweiterungen ausgeführt werden. Bei den Jahresangaben 1751 und 1754 handelt es sich hingegen um Hochzeitsdaten.
Old Fincastle House steht isoliert in einer dünnbesiedelten Region rund 2,5 Kilometer südlich von Blair Atholl nahe dem Loch Tummel. Das Mauerwerk des zweistöckigen Gebäudes besteht aus Bruchstein. Seine nordexponierte Hauptfassade ist annähernd symmetrisch aufgebaut und sechs Achsen weit. Im Erdgeschoss sind neben der Eingangstüre fünf Fenster, im Obergeschoss hingegen sechs Fenster angeordnet. An der Südwestseite geht ein einstöckiger Flügel ab. Der Innenraum ist hochwertig ausgestaltet. Insbesondere der Salon mit seiner Holzvertäfelung ist hervorzuheben. Die Arbeiten stammen aus dem frühen 18. Jahrhundert.